# José Hernández (calciatore)
José Rafael Hernández (Caracas, 26 giugno 1997) è un calciatore venezuelano, difensore svincolato.

## Caratteristiche tecniche
È un terzino sinistro bravo nella difesa uno-contro-uno e abile in fase offensiva.

## Carriera

### Club
Cresciuto nel settore giovanile del Caracas, dopo complessive 25 presenze nella prima divisione venezuelana il 13 dicembre 2017 viene acquistato dall'Atlanta United, club con cui gioca una partita in MLS. In seguito ha giocato 12 partite nella prima divisione venezuelana con l'Atlético Venezuela, 5 partite nella prima divisione colombiana ed una partita in Coppa Sudamericana con il La Equidad e 28 partite nella prima divisione venezuelana con l'Universidad Central.

### Nazionale
Ha giocato nella nazionale venezuelana Under-17.
Con la nazionale under-20 venezuelana ha disputato il Mondiale del 2017, concluso al secondo posto.

## Palmarès

### Club

#### Competizioni nazionali
- Campionato MLS: 1

Atlanta United: 2018
- Lamar Hunt U.S. Open Cup: 1

Atlanta United: 2019

#### Competizioni internazionali
- Campeones Cup: 1

Atlanta United: 2019